# Страдания диких животных
Страда́ния ди́ких живо́тных — это страдания, испытываемые животными в природе по естественным причинам, таким, как болезни, травмы, голод, стихийные бедствия, паразитизм и убийства другими животными. Страдания диких животных и отношение к ним людей на протяжении всей истории человечества рассматривались в контексте философских воззрений в различных религиях, например, проблема соотношения добра и зла. В настоящее время ряд учёных предполагает, что масштаб рассматриваемого вопроса должен изучаться со светской точки зрения как общая моральная проблема, для разрешения которой люди могли бы принять меры.
Последний пункт данного утверждения вызывает в обществе значительные разногласия. Так, существует мнение, что вмешательство человека в природу было бы либо неэтичным, либо неосуществимым, либо и тем и другим. Сторонники иной точки зрения отмечают, что люди постоянно вмешиваются в природу — иногда весьма существенными способами — для своих собственных интересов и для достижения целей защиты окружающей среды, поэтому есть много способов, которые люди успешно используют, чтобы помочь диким животным: вакцинация; лечение раненых и больных животных; спасение животных при пожарах и стихийных бедствиях; кормление голодных животных; обеспечение водой жаждущих животных и уход за детёнышами-сиротами.
Сторонники регулируемых вмешательств человека в природу полагают, что если широкомасштабные вмешательства могут быть невозможны с текущим уровнем знаний, они могут стать осуществимыми в будущем с ростом знаний и передовых технологий. По этим причинам на данном этапе важно повышать осведомлённость о проблеме страданий диких животных, распространять сведения о том, что люди должны помогать животным, страдающим в подобных ситуациях, и поощрять исследования в области принятия эффективных мер, которые могут улучшить благосостояние диких животных, не причиняя при этом дикой природе большего вреда.

## Размах страданий в природе
В своей автобиографии Чарльз Дарвин признал, что существование огромного количества страданий в природе полностью совместимо с принципами естественного отбора и в то же время утверждал, что удовольствие является основной движущей силой поведения, повышающего приспособленность организмов. Биолог-эволюционист Ричард Докинз оспорил мнение Дарвина в своей книге «Река, выходящая из Эдема», где он утверждал, что страдания диких животных должны быть обширными из-за взаимодействия следующих эволюционных механизмов:
- Эгоистичные гены — гены совершенно безразличны к благополучию отдельных организмов, главное чтобы передавалась ДНК.
- Борьба за существование — конкуренция за ограниченные ресурсы приводит к тому, что большинство организмов умирает, прежде чем передать свои гены.
- Мальтузианский кризис — даже обильные периоды в пределах данной экосистемы в конечном итоге приводят к перенаселению и последующим сбоям в отдельных популяциях.

Исходя из этих постулатов, Докинз приходит к выводу, что в мире природы обязательно присутствует огромное количество страданий животных как неизбежное следствие дарвиновской эволюции. Чтобы проиллюстрировать это, он написал: 

Общее количество страданий в год в естественном мире выше любых приличных представлений. За ту минуту, пока я пишу это предложение, тысячи животных едят заживо, многие другие бегут чтоб спасти свою жизнь, скуля от страха, другие медленно пожираются изнутри скрежещущими паразитами, тысячи всех видов умирают от голода, жажды и болезней. Должно быть так. Если когда-нибудь наступит время изобилия, этот факт автоматически приведет к росту популяции, пока не восстановится естественное состояние голода и страданий.
Оригинальный текст (англ.)The total amount of suffering per year in the natural world is beyond all decent contemplation. During the minute that it takes me to compose this sentence, thousands of animals are being eaten alive, many others are running for their lives, whimpering with fear, others are slowly being devoured from within by rasping parasites, thousands of all kinds are dying of starvation, thirst, and disease. It must be so. If there ever is a time of plenty, this very fact will automatically lead to an increase in the population until the natural state of starvation and misery is restored.

Опираясь на это утверждение, многие полагают, что распространенность животных с r-отбором в дикой природе указывает на то, что средняя жизнь дикого животного, вероятно, будет очень короткой и закончится мучительной смертью. Согласно этой точке зрения, средняя жизнь дикого животного предполагает больше страданий, чем счастья, поскольку мучительная смерть перевесит любые кратковременные моменты счастья в их короткой жизни.

## Взгляды на проблему

### История обеспокоенности о диких животных
Мысль о том, что страдания широко распространены в природе, не нова. Немецкий философ Артур Шопенгауэр писал: «Тот, кто хочет вкратце проверить утверждение о том, что удовольствие в мире перевешивает боль, или, во всяком случае, что они уравновешивают друг друга, должен сравнить чувства животного, которое пожирает другого с чувствами этого другого».
В эссе «О природе» философ-утилитарист Джон Стюарт Милль писал о страданиях в природе и нормативности борьбы с ней:

Глядя трезвой правде в глаза, почти все преступления, за которые людей вешают или заключают в тюрьму — это ежедневные проявления природы. [...] Фразы, которые приписывают совершенство естественному течению природы, могут рассматриваться только как преувеличения поэтического или религиозного чувства, не предназначенного для того, чтобы выдержать испытание трезвым рассмотрением. Никто, будь то религиозный или нерелигиозный, не верит, что пагубные силы природы, рассматриваемые в целом, способствуют достижению хороших целей любым другим способом, кроме как побуждать человеческие разумные существа подниматься и бороться с ними. [...]  и долг человека состоит в том, чтобы сотрудничать с благодетельными силами, не подражая, а постоянно пытаясь изменить естественный ход природы — и приводя ту его часть, над которой мы можем осуществлять контроль, почти в соответствие с высокими стандартами справедливости и добра.
В 1991 году философ-эколог Арне Несс подверг критике то, что он назвал «культом природы» современного и исторического отношения безразличия к страданию животных в природе. Он утверждал, что мы должны взглянуть в лицо реальности дикой природы, и что мы должны быть готовы нарушить естественные процессы, когда это возможно, чтобы облегчить их страдания.

### Окружающая среда как саморегулируемая экосистема
Философ Холмс Ролстон III утверждает, что только неестественные страдания животных являются морально плохими, и что люди не обязаны вмешиваться в страдания в природе. Он славит хищников в дикой природе, так как, по его мнению, они играют значительную экологическую роль. Последователи теории дикой природы как саморегулируемой системы подчёркивают, что люди обязаны защищать подобных себе от хищничества, но не животных, так как люди являются частью культурного мира, а не мира природы, поэтому в различных ситуациях они применяют разные правила. Ещё один аргумент в поддержку естественного существования дикой природы состоит в том, что животные, которые являются жертвами хищников, выполняют естественную функцию и, таким образом, благо состоит в том, что их едят, поскольку этот процесс позволяет естественному отбору работать.

### Страдания диких животных как доведение до абсурда
Обязанность людей вмешиваться в природу часто используется как приём "доведения до абсурда" против позиции, что животные имеют права. Такая позиция имеет цель показать, что если бы у животных, таких как жертвы хищников, были права, люди были бы вынуждены вмешиваться в природу, чтобы защитить их, но это считается абсурдом. Возражение против этого аргумента: люди не считают абсурдным вмешательство в естественный мир ради спасения других людей от хищничества и поэтому можно предположить, что в этой ситуации обращение с нечеловеческими животными по-другому безосновательно и является видовой дискриминацией.

### Отношение к богословской проблеме зла
Страдания животных в дикой природе является частью теистической проблемы зла. Существование законов природы и эволюции, где чувствующие животные вынуждены испытывать колоссальное количество страданий, противоречит идее о том, что эту систему мог сотворить всевидящий, всезнающий и всеблагой создатель.

## Вмешательства для уменьшения страданий

### Аргументы за вмешательство
Некоторые теоретики размышляют о том, должны ли мы игнорировать страдания животных в природе, или нам следует пытаться что-то сделать, чтобы смягчить их. Моральная основа для вмешательств, направленных на уменьшение страданий диких животных, может быть основана на концепции прав животных, или благополучия животных. С точки зрения прав, если у животных есть моральное право на жизнь или физическую неприкосновенность, может потребоваться вмешательство, чтобы предотвратить нарушение этих прав другими животными.
С точки зрения благополучия животных вмешательство оправдано тем, что оно может предотвратить некоторые страдания, испытываемые дикими животными, без причинения еще больших страданий. Сторонники вмешательства в природу утверждают, что невмешательство несовместимо с любым из этих подходов. Некоторые предлагаемые направления действий включают в себя изолирование хищников от дикой среды, воздержание от реинтродукции хищников, оказание медицинской помощи больным или травмированным животным и спасение диких животных от стихийных бедствий.

### Практичность вмешательства в природу
Распространенное возражение против вмешательства в природу состоит в том, что оно было бы нецелесообразно, либо из-за объема необходимой работы, либо по причине того, что сложность экосистем не дает точно узнать, будет ли вмешательство в целом во благо или во вред. Философ Аарон Симмонс утверждает, что люди не должны вмешиваться, чтобы спасти животных в природе, потому что это может привести к непреднамеренным последствиям, таким как повреждение экосистемы, увеличение общей гибели животных, а также принесёт вред человеку. Философ Питер Сингер утверждал, что вмешательство в природу может быть оправданным только если можно быть достаточно уверенным, что это значительно уменьшит страдания и гибель диких животных в долгосрочной перспективе. На практике Сингер предостерегает от вмешательства в экосистемы, потому что он опасается, что это принесет больше вреда, чем пользы.
Другие авторы оспаривают эмпирическое утверждение Сингера о вероятных последствиях вмешательства в мир природы и утверждают, что некоторые виды вмешательства могут привести к хорошим последствиям в целом. Экономист Тайлер Коуэн приводит примеры видов животных, вымирание которых обычно не рассматривается как однозначный вред миру. Коуэн также отмечает, что, поскольку люди уже вмешиваются в природу, актуальный практический вопрос заключается не в том, следует ли нам вообще вмешиваться, а в том, каким конкретным формам вмешательства нам следует отдавать предпочтение. Философ Оскар Хорта также пишет, что уже есть много случаев, когда мы вмешиваемся в природу по другим причинам, например из исследовательского интереса человека к природе или ради извлечения собственной выгоды. Хорта также предложил, чтобы курсы действий, направленные на оказание помощи диким животным, проводились и адекватно контролировались в первую очередь в городских, пригородных, промышленных и сельскохозяйственных районах. Аналогичным образом философ-моралист Джефф МакМахан утверждает, что поскольку люди "уже вызывают массовые, ускоренные изменения в мире природы", мы должны отдавать предпочтение тем изменениям, которые будут способствовать выживанию "травоядных, а не плотоядных видов".
Питер Валлентайн предполагает, что хотя люди не должны уничтожать хищников в природе, они могут вмешиваться, чтобы помочь жертвам хищников более ограниченным образом. Он считает, что подобно тому, как мы помогаем нуждающимся людям, когда это не стоит нам слишком многого, мы можем помочь некоторым диким животным, по крайней мере, в ограниченных обстоятельствах.

### Потенциальный конфликт между правами животных и защитой окружающей среды
Считается, что общая экологическая цель сохранения естественного порядка не соответствует цели заботы о благосостоянии чувствующих животных. Также есть мнение, что они конфликтуют в некоторых случаях. Например защитники окружающей среды поддерживают охоту на инвазивные виды для контроля над популяцией, в то время как защитники прав животных выступают против этого; защитники прав животных могут выступать за вымирание или реинжиниринг плотоядных животных и животных со стратегий r-отбора, в то время как экологи защищают их право оставаться такими, какие они есть; защитники прав животных могут быть за сокращение территорий дикой природы или выступать против их расширения из-за беспокойства, что большинство страданий животных происходят там, в то время как защитники окружающей среды хотят сохранить и расширить границы дикой природы.